# Fronteira Liechtenstein–Suíça
A fronteira entre Liechtenstein e Suíça é a fronteira que separa os territórios de Suíça e Liechtenstein, na Europa Central. A delimitação entre os dois países é antiga, remontando a 1434, época em que os condados de Vaduz e Schellenberg foram reunidos, formando o território atual do principiado de Liechtenstein. A fronteira tornou-se internacional em 1806 quando o principiado reconheceu a Suíça como estado soberano.
Em 1 de março de 2007 um incidente fronteiriço na montanhosa parte sul da fronteira produziu-se quando um grupo de cerca de 170 soldados armados mas sem munições do exército suíço em treino entrou por engano em território do Liechtenstein, mas a Suíça reconheceu a desorientação dos seus soldados e pediu desculpa ao vizinho

## Ligações externas

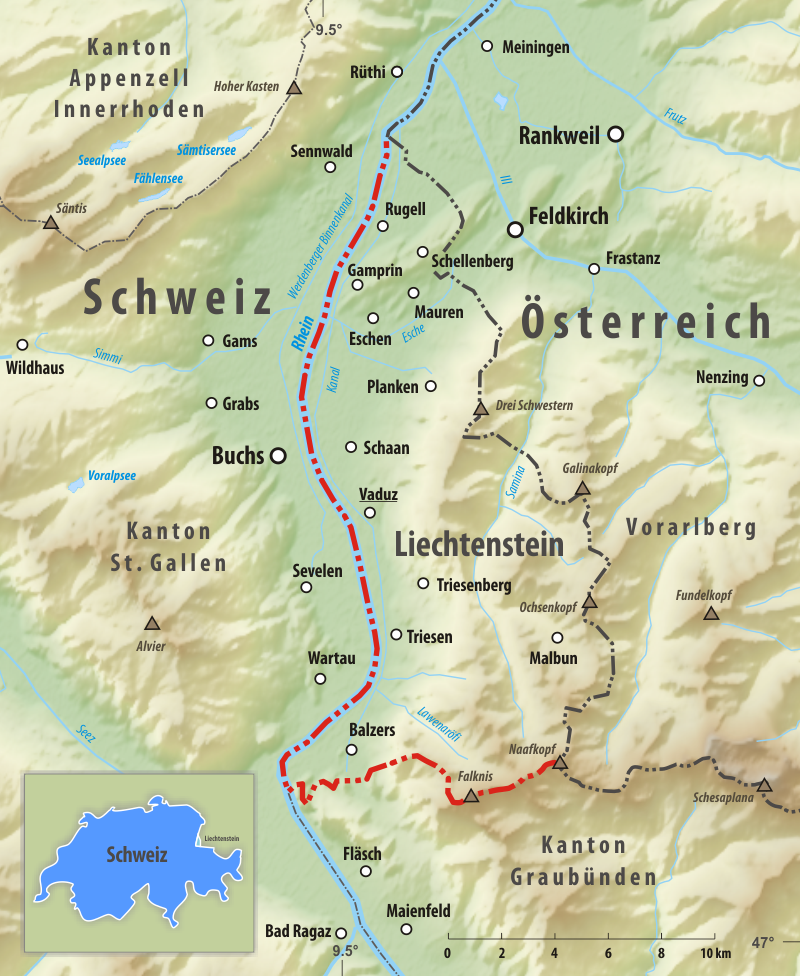
A maior parte da fronteira que o Liechtenstein partilha com a Suíça é definida pelo rio Reno.